# Kop van een skelet met brandende sigaret
Kop van een skelet met brandende sigaret is een schilderij van de Nederlandse kunstschilder Vincent van Gogh, in olieverf op doek, 32,3 × 24,8 centimeter groot. Het werd geschilderd in januari-februari 1886 te Antwerpen en toont een menselijke schedel die een sigaret rookt. Het werk bevindt zich in het Van Gogh Museum te Amsterdam.
Van Gogh maakte het werk begin 1886 toen hij lessen volgde aan de Koninklijke Academie voor Schone Kunsten van Antwerpen.
Het schilderij was tot 1891 in het bezit van zijn broer Theo van Gogh. Na de dood van Theo ging het naar zijn vrouw Johanna van Gogh-Bonger in 1925, waarna het in 1925 naar hun zoon Vincent Willem van Gogh ging. De Van Gogh Foundation wist het werk in 1962 te bemachtigen en leende het tot 1973 uit aan het Stedelijk Museum. Daarna werd het permanent in bruikleen gegeven aan het Van Gogh Museum.